# JNDI
JNDI(Java Naming and Directory Interface)는 디렉터리 서비스에서 제공하는 데이터 및 객체를 발견(discover)하고 참고(lookup)하기 위한 자바 API다.
JNDI는 일반적으로 다음의 용도로 쓰인다:
- 자바 애플리케이션을 외부 디렉터리 서비스에 연결 (예: 주소 데이터베이스 또는 LDAP 서버)
- 자바 애플릿이 호스팅 웹 컨테이너가 제공하는 구성 정보를 참고.[1]

## 배경
자바 RMI와 자바 EE API들은 JNDI API를 이용하여 네트워크 안의 오브젝트를 참고한다.
API는 다음을 제공한다.
- 오브젝트를 이름에 바인드하기 위한 구조
- 일반 쿼리를 허용하는 디렉터리 참조 인터페이스
- 디렉터리 엔트리를 수정할 시기를 클라이언트가 결정할 수 있게 하는 이벤트 인터페이스
- LDAP 서비스의 추가 기능을 지원하는 LDAP 확장

SPI 부분은 다음을 포함하여 실질적으로 모든 종류의 네이밍 및 디렉터리 서비스를 지원한다:
- LDAP
- DNS
- NIS
- CORBA 이름 서비스
- 파일 시스템

썬 마이크로시스템즈는 1997년 3월 10일 JNDI 사양을 최초로 공개하였다. 2006년 기준으로 JNDI의 버전은 1.2이다.

## 버전의 역사
| JNDI 버전 | 발표 | 자바 플랫폼 | 중요한 변화 |
| --------- | ---- | ----------- | ----------- |
| JNDI 1.2  |      | Java EE 5   |             |
| JNDI 1.0  |      |             |             |

## 같이 보기
- Log4Shell